# Kotrljača
Kotrljača je prenosilo koje ima kao nosivo sredstvo uležištene valjke. Razlikuju se vodoravne kotrljače, na kojima se materijal pokreće guranjem, i nagnute kotrljače ili gravitacijske kotrljače, na kojima se materijal giba djelovanjem sile teže. Kotrljače mogu biti sastavljene od pojedinačnih sekcija duljine od 2 do 3 metra. Između ravnih dijelova kotrljača mogu se umetati zakrivljeni i preklopni dijelovi, skretnice, okretnice i slično da bi se dobio čitav sustav kotrljačnog prenosila (transportera). Sustavi kotrljača mogu se dobro upotrijebiti za sortiranje paketa i prtljage, u skladištima za otpremanje robe i slično. Da bi sustav kotrljača poslužio za velike udaljenosti prijenosa (čak i do nekoliko kilometara), uključuju se između pojedinih sekcija kratke kose pokretne trake (trakasti transporteri), koji podižu teret na određenu visinu da bi se ponovno mogao spuštati na gravitacijskim kotrljačama.  
Razmak valjaka ne smije biti veći od 1/3 do 1/4 duljine tereta. Promjer je valjaka od 50 do 160 mm, a širina od 100 do 1 600 mm. Nosivost je jednog valjka do 2,5 tone. Kotrljače imaju kut nagiba od 1° do 4°, već prema materijalu koji se prenosi. Dobro je kad se taj kut može mijenjati da bi se za različite materijale postigla brzina prijenosa od 0,3 do 0,5 m/s. 
Na kotrljačama se može prenositi samo komadna roba s dovoljno čvrstim dnom. Za laganu komadnu robu umjesto valjaka ugrađuju se kotačići.
Ako je potrebno spuštati komadnu robu na ograničenom prostoru, između katova zgrada ili skladišta brodova, upotrebljavaju se zavojne kotrljače.

## Motorne kotrljače
Dok gravitacijske kotrljače prenose materijal samo niz kosinu, motornim se kotrljačama, koje imaju pogonjene valjke, može prenositi materijal na vodoravnim putovima i putovima koji se blago uspinju. Često je dovoljno da svaki drugi ili treći valjak bude pogonski.

### Lake motorne kotrljače
Lake motorne kotrljače po svom su obliku slične gravitacijskima, samo što su im valjci vezani na lančani ili tarni pogon. U tarnom je pogonu uska vlačna traka pritisnuta uz valjke, pa ih trenjem okreće. Lake motorne kotrljače upotrebljavaju se za prijenos lagane i srednje teške komadne robe, kao što su sanduci i paketi. Često se uključuju između gravitacijskih kotrljača da bi se roba opet podigla na visinu potrebnu za nastavak prijenosa gravitacijskom kotrljačom. Upotrebljavaju se i kao uređaji za dopremu robe strojevima u proizvodnji ili u skladištima. Lake motorne kotrljače imaju valjke promjera od 60 do 100 mm i širine od 200 do 1 200 mm. Brzina prijenosa iznosi od 0,2 do 1,0 m/s, a daljina prijenosa do 100 m.

### Teške motorne kotrljače
Teške motorne kotrljače upotrebljavaju se za veoma tešku komadnu robu, kao na primjer za posluživanje valjaoničkih strojeva. Valjci kotrljače imaju promjer od 200 do 600 mm, širinu do 3 000 mm, a u specijalnim slučajevima i više. Zbog toga su valjci najčešće s pojedinačnim pogonom, a grade se i s grupnim pogonom pomoću stožastih zupčanika.